# Geranium amurense
Geranium amurense là một loài thực vật có hoa trong họ Mỏ hạc. Loài này được Tsyren. mô tả khoa học đầu tiên năm 2006.